# (6158) Shosanbetsu
(6158) Shosanbetsu es un asteroide perteneciente al cinturón de asteroides, región del sistema solar que se encuentra entre las órbitas de Marte y Júpiter, descubierto el 12 de noviembre de 1991 por Tsuneo Niijima y el astrónomo Takeshi Urata desde el Ojima Observatory, Ojima, Japón.

## Designación y nombre
Designado provisionalmente como 1991 VB3. Fue nombrado Shosanbetsu en homenaje a Shosanbetsu, una aldea ubicada en Hokkaido con una población aproximada a los 1450, se fundó en 1909. El nombre de la aldea significa "un río por donde fluye la cascada" en el idioma ainu de los antiguos habitantes de Hokkaido. El Observatorio Shosanbetsu tiene un reflector de 0,65 m.

## Características orbitales
Shosanbetsu está situado a una distancia media del Sol de 2,190 ua, pudiendo alejarse hasta 2,343 ua y acercarse hasta 2,037 ua. Su excentricidad es 0,069 y la inclinación orbital 5,537 grados. Emplea 1184,14 días en completar una órbita alrededor del Sol.

## Características físicas
La magnitud absoluta de Shosanbetsu es 13,7. Tiene 4,498 km de diámetro y su albedo se estima en 0,418. 